# Ievgueni Donskoi
Ievgueni Evgenyevich Donskoi (en rus: Евге́ний Евге́ньевич Донско́й; Moscou, 9 de maig de 1990) és un tennista professional rus.
Donskoy va ser entrenat per l'exjugador i bicampió de Grand Slam Marat Safin. El desembre de 2014, Donskoi va decidir afegir-se a l'equip de Boris Sobkin, entrenador de Mikhaïl Iujni.

## Biografia
Fill d'Ievgueni i Irina Donskoi, té dos germans anomenats Grigory i Maxim.
Es va casar amb la seva xicota Anna el 28 de juliol de 2017, i van tenir dos fills: Timofey (2017) i Mikhail (2020).

## Palmarès

### Equips: 2 (2−0)
| Resultat  | Núm. | Data                  | Torneig                       | Superfície | Equip                                                         | Oponents                                                        | Marcador |
| --------- | ---- | --------------------- | ----------------------------- | ---------- | ------------------------------------------------------------- | --------------------------------------------------------------- | -------- |
| Guanyador | 1.   | 7 de febrer de 2021   | ATP Cup, Melbourne, Austràlia | Dura       | Aslan Karatsev Daniïl Medvédev Andrei Rubliov                 | Matteo Berrettini Simone Bolelli Fabio Fognini Andrea Vavassori | 2−0      |
| Guanyador | 2.   | 5 de desembre de 2021 | Davis Cup, Madrid, Espanya    | Dura (i)   | Aslan Karatsev Karén Khatxànov Daniïl Medvédev Andrei Rubliov | Marin Čilić Borna Gojo Nikola Mektić Mate Pavić Nino Serdarušić | 2−0      |

## Trajectòria

### Individual
| Open d'Austràlia | A   | Q1  | Q1  | 3R          | A           | Q1          | 2R   | Q3          | 2R          | 2R          | 1R          | Q1 | 0 / 5    | 5 – 5    |
| Roland Garros | A   | Q2  | Q1  | 2R          | Q2          | Q3          | 1R   | 1R          | 1R          | Q1          | Q1          | Q2 | 0 / 4    | 1 – 4    |
| Wimbledon | A   | A   | Q1  | 1R          | 1R          | Q2          | 1R   | 1R          | 1R          | Q2          | NC          | Q1 | 0 / 5    | 0 – 5    |
| US Open | Q1  | Q2  | A   | 3R          | 1R          | 2R          | 1R   | 2R          | 1R          | 1R          | 1R          | 1R | 0 / 9    | 4 – 9    |
| Jocs Olímpics | NC  | NC  | A   | No celebrat | No celebrat | No celebrat | 3R   | No celebrat | No celebrat | No celebrat | No celebrat | A  | 0 / 1    | 2 – 1    |
| Total Victòries−Derrotes                                                                                                   | 1−2 | 0−2 | 0−4 | 13−20       | 4−9         | 6−6         | 7−20 | 5−14        | 14−22       | 3−6         | 1−4         |    | 54 – 111 | 54 – 111 |
| Rànquing a final d'any | 258 | 144 | 96  | 98          | 130         | 91          | 125  | 72          | 98          | 112         | 123         |    |          |          |
| Llegenda: G: Guanyador; F: Finalista; SF: Semifinalista; QF: Quarts de final; Q: Qualificació; A: Absent; RR: Round Robin; |     |     |     |             |             |             |      |             |             |             |             |    |          |          |